# Josef Müller (politik z Mostecka)
Josef Müller (2. dubna 1820 Slatinice – 2. prosince 1883 Čepirohy) byl rakouský a český politik německé národnosti, v 2. polovině 19. století poslanec Říšské rady a Českého zemského sněmu.

## Biografie
Působil jako hospodář a starosta v Čepirohách a Slatinicích (německy Deutsch Zlatnik). Původně se chtěl věnovat učitelské profesi. Koncem 30. let navštěvoval učitelský kurz v Praze. Až do roku 1846 pak působil jako podučitel v rodné vesnici. Z rodinných důvodů pak ale musel převzít po otci zemědělské hospodářství. Roku 1850 se stal prvním radním a vedoucím obecního úřadu v Slatinicích, k nimž tehdy patřila i katastrální obec Čepirohy. Starostou obce se stal roku 1873. V roce 1871 se přestěhoval na větší statek do Čepiroh. Podílel se na založení mostecko-teplického pojišťovacího spolku a mosteckého akciového cukrovaru.
Angažoval se i ve vysoké politice. V zemských volbách v roce 1878 se stal poslancem Českého zemského sněmu. Reprezentoval kurii venkovských obcí, obvod Most, Hora Svaté Kateřiny, Jirkov. Porazil tehdy oficiálního německého kandidáta. Sám ale patřil mezi německé liberály (Ústavní strana). Mandát zemského poslance obhájil i ve volbách v roce 1883, ovšem zemřel již v prosinci téhož roku.
Působil i jako poslanec Říšské rady (celostátního parlamentu Předlitavska), kam nastoupil ve volbách roku 1879 za kurii venkovských obcí v Čechách, obvod Žatec, Chomutov, Most, Teplice atd. Poslancem byl do své smrti roku 1883. Ve volebním období 1879–1885 se uvádí jako Josef Müller, hospodář, bytem Čepirohy.
Je zmiňován jako ústavověrný poslanec. V říjnu 1879 se uvádí na Říšské radě coby člen mladoněmeckého Klubu sjednocené Pokrokové strany (Club der vereinigten Fortschrittspartei).
Zemřel v prosinci 1883 na rakovinu střev po několikaměsíční nemoci.